# Comuna Borzytuchom
Comuna Borzytuchom (poloneză gmina Borzytuchom) este o comună rurală din powiat-ul bytowski, voievodatul Pomerania, din partea septentrională a Poloniei. Sediul administrativ este satul Borzytuchom. Conform datelor din 2004 comuna avea 2.815 de locuitori. Întreaga suprafață a comunei Borzytuchom este 108,57 km².
În comuna sunt 8 sołectwo-uri: Borzytuchom, Chotkowo, Dąbrówka, Jutrzenka, Krosnowo, Niedarzyno, Osieki și Struszewo. Comuna învecinează cu comuna Kołczygłowy, comuna Tuchomie, comuna Bytów și comuna Czarna Dąbrówka din powiat-ul bytowski, respectiv comuna Dębnica Kaszubska din powiat-ul słupski.
Înainte de reforma administrativă a Poloniei din 1999, comuna Borzytuchom a aparținut voievodatului Słupsk.